# Wolfgang Stechow
Wolfgang Ferdinand Ernst Günther Stechow, né le 5 juin 1896 à Kiel et mort le 12 octobre 1974 Princeton dans le New Jersey, est un historien de l'art.

## Biographie
Wolfgang Stechow naît le 5 juin 1896 à Kiel. Sa carrière commence à Fribourg-en-Brisgau, mais est interrompue par la première guerre mondiale (au cours de laquelle il s'engage dans la cavalerie et est emprisonné pendant deux ans et demi dans un camp de prisonniers en Sibérie). Elle reprend à Göttingen, où il obtient en 1921 son PhD en histoire de l'art de la Renaissance septentrionale et de l'art baroque. Il commence à enseigner en 1926, mais sous la pression des nazis, il s'installe aux États-Unis en 1936.
Il est professeur d'histoire de l'art à l'Oberlin College de 1940 à 1963.
Spécialiste de la peinture hollandaise du XVIIe siècle, il effectue des recherches sur la peinture et l'iconographie de l'Europe du Nord du XVe siècle au XVIIe siècle.
Wolfgang Stechow meurt le 12 octobre 1974 à Princeton.

## Publications
Parmi ses ouvrages, citons Apollo and Daphne, Salomon van Ruysdael, Dutch Landscape Painting of the 17th Century, Rubens and the Classical Tradition et Bruegel, the Elder.